# 전장
전장(한국 한자: 戰場, 영어: battlespace; battlefield)이란 군사학에서 전략목표를 달성하기 위한 작전 및 전략이 전개되는 공간이며, 이 공간의 배경은 공중(항공전), 정보(정보전), 육지(육전), 바다(해전), 우주공간(우주전)까지 무엇이든 해당될 수 있다. 전투를 수행하고 병력을 보존하며 임무를 완수하기 위한 모든 환경, 요인, 조건들은 전장의 일부이다. 적군과 우군, 기반시설, 날씨, 지형들이 그러한 요인들이며, 정보전이나 사이버전에서는 관심의 대상이 되는 전자기 스펙트럼도 전장의 요소라 할 수 있을 것이다.

## 같이 보기
- 지휘통제
- 전장의 안개
- 네트워크 중심전
- 심리전